# Список глав государств в 560 году
Список глав государств в 559 году — 560 год — Список глав государств в 561 году — Список глав государств по годам

## Африка
- Аксумское царство — Йоэль, негус (ок. 555 — ок. 575)

## Америка
- Баакульское царство — К’ан Хой Читам I, священный владыка (524 — 565)
- Канульское царство — Хут ном Чаналь, царь (551 — 572/573)
- Мутульское царство (Тикаль) — Яш-Эб-Шок II, царь (537 — 562)
- Шукууп (Копан) — ?-Балам, царь (553 — 578)

## Азия
- Абхазия (Абазгия) — Иствинэ, князь (ок. 550 — ок. 580)
- Вансюан (Ранние Ли) — Трие Вьет Вуонг, император (547 — 571)
- Гассаниды — аль-Харит V ибн Джабала, царь (529 — 569)
- Дханьявади — Тюрия Кала, царь[англ.] (552 — 575)
- Иберия — Фарсман V, царь (547 — 561)
- Индия — 
  - Вишнукундина — Викрамендра Варма II, царь[лит.] (555 — 569)
  - Западные Ганги — Дурвинта, махараджа (529 — 579)
  - Маитрака — Гухасена, махараджа[англ.] (ок. 556 — ок. 570)
  - Паллавы (Анандадеша) — Симхаварман III, махараджа (550 — 574)
  - Чалукья — Сатьяшрая Пулакешин I, раджа (535 — 566)
- Камарупа — Чандрамукхаварман, царь (542 — 566)
- Китай (Период Южных и Северных династий) — 
  - Северная Ци — 
    - Фэй-ди (Гао Инь), император (559 — 560)
    - Сяо Чжао-ди (Гао Янь), император (560 — 561)

  - Северная Чжоу — 
    - Мин-ди (Юйвэнь Юй), император (557 — 560)
    - У-ди (Юйвэнь Юн), император (560 — 578)

  - Чэнь — Вэнь-ди (Чэнь Цянь), император (559 — 566)
- Корея (Период Трех государств):
  - Конфедерация Кая — Тосольджи, ван (532 — 562)
  - Когурё — Пхёнвон, тхэван (559 — 590)
  - Пэкче — Видок, король (554 — 598)
  - Силла — Чинхын Великий, тхэван (514 — 576)
- Лазика (Эгриси) — Тцат II, король (555 — 570)
- Лахмиды (Хира) — Амр III ибн аль-Мундир, царь (554 — 569)
- Паган — Хан Лат, король[англ.] (557 — 569)
- Персия (Сасаниды) — Хосров I Ануширван, шахиншах (531 — 579)
- Раджарата (Анурадхапура) — 
  - Моггаллана II, король (540 — 560)
  - Киттисири Медаванна, король (560 — 561)
- Тарума — Сурьяварман, царь (535 — 561)
- Тогон — Муюн Куалюй, правитель (540 — 591)
- Тюркский каганат — Мукан, каган (553 — 572)
- Тямпа — Рудраварман I, князь (529 — 572)
- Химьяр — Абраха, царь (536 — ок. 570)
- Ченла — 
  - Шрестхаварман II, раджа (555 — 560)
  - Вираварман, раджа (560 — 575)
- Япония — Киммэй, император (539 — 571)

## Европа
- Англия —
  - Берниция — 
    - Глаппа, король (559 - 560)
    - Адда, король (560 - 568)

  - Дейра — Элла, король (559 — 588)
  - Думнония — 
    - Константин ап Кадо, король (537 — 560)
    - Герайнт ап Константин, король (560 — 598)

  - Каер Гвенддолеу — Гвенддолеу ап Кейдио, король (ок. 550 — 573)
  - Кент — Эрменрик, король (ок. 540 — 591)
  - Мерсия — Киневальд, король (538 — 568)
  - Пеннины — 
    - Дунотинг (Северные Пеннины) — Динод Толстый, король (ок. 525 — ок. 595)
    - Пик (Южные Пеннины) — Сауил Высокомерный, король (ок. 525 — 590)

  - Регед — 
    - Северный Регед — Кинварх Угрюмый, король (535 — 570)
    - Южный Регед — 
      - Элидир Толстый, король (535 — 560)
      - Лливарх Старый, король (560 — 586)

  - Сассекс — Кисса, король (514 — ок. 567)
  - Уэссекс — 
    - Кинрик, король (534 — 560)
    - Кевлин, король (560 — 591)

  - Эбрук — 
    - Элиффер ап Эйнион, король (500 — 560)
    - Передур ап Элиффер, король (560 — 580)

  - Элмет — 
    - Артуис ап Масгвид, король (540 — 560)
    - Гваллог ап Ллаенног, король (560 — 586)

  - Эссекс — Эсквин, король (547 — 568)
- Арморика — Теудр Великий, король (545 — 584)
- Бавария — Гарибальд I, герцог (ок. 548 — 591)
- Бро Варох — 
  - Канао I, король (550 — 560)
  - Макльо, король (560 — 577)
- Вестготское королевство — Атанагильд, король (554 — 567)
- Византийская империя — Юстиниан I, император (527 — 565)
- Гепиды — 
  - Торисвинт, король (ок. 548 — 560)
  - Кунимунд, король (560 — 567)
- Ирландия — Диармайт мак Кербалл, верховный король (538 — ок. 565)
  - Айлех — 
    - Фергюс мак Муйрхертах, король (534 — ок. 566)
    - Домнал мак Муйрхертах, король (534 — ок. 566)

  - Коннахт — 
    - Ферадах мак Росса, король (ок. 555 — ок. 560)
    - Аэд, король (ок. 560 — 577)

  - Лейнстер — Колман Мор, король (550 — 580)
  - Мунстер — 
    - Кримтанн Срем, король (550 — 560)
    - Кайрпре Кромм, король (550 — ок. 580)

  - Ольстер — Демман мак Кэрелл, король (557 — 572)
- Лангобарды — Аудоин, король (546 — 566)
- Папский престол — Пелагий I, папа римский (555 — 561)
- Свевов королевство (Галисия) — Ариамир, король (558/559 — 561/566)
- Уэльс —
  - Брихейниог — Лливарх ап Ригенеу, король (540 — 580)
  - Гвинед — Рин ап Майлгун, король (547 — ок. 580)
  - Гливисинг — Кадок Мудрый, король (523 — 580)
  - Дивед — Кингар ап Гуртевир, король (540 — 570)
  - Поуис — 
    - Брохвайл Искитрог, король (? — ок. 560)
    - Кинан Гаруин, король (ок. 560 — ок. 610)
- Франкское королевство — Хлотарь I, король (511 — 561)
  - Аквитания — Храмн, король (555 — 560)
- Швеция — Адильс, король (ок. 530 — ок. 575)
- Шотландия —
  - Дал Риада — Коналл I, король (558 — 574)
  - Пикты — 
    - Дрест IV, король (550 — 560)
    - Гартнарт I, король (560 — 567)

  - Стратклайд (Альт Клуит) — Тутагуал ап Клинох, король (? — ок. 580 )

- Юстиниан I 
 527-565 
 Император Византии
- Хлотарь I 
 511-561 
 Король Суассона
- Хосров I Ануширван 
 531-579 
 Шахиншах Персии
- Атанагильд 
 554-567 
 Король вестготов
- У-ди 
 560-578 
 Император Северной Чжоу
- Вэнь-ди 
 559-566 
 Император Чэнь
- Эсквин 
 547-568 
 Король Эссекса
- Пелагий I 
 555-561 
 Папа римский